# Ernesto Peña
Ernesto Peña Williams (* 8. Oktober 1978 in Nueva Gerona, Isla de la Juventud, Kuba) ist ein ehemaliger kubanischer Ringer. Er wurde 2001 Vize-Weltmeister im griechisch-römischen Stil im Halbschwergewicht.

## Werdegang
Ernesto Peña begann im Alter von acht Jahren mit dem Ringen. Er wurde dazu Mitglied des Sportclubs EIDE Celia Sanches Manduley und sein erster Trainer war Fernando Escalona Tama. Später startete er für den Sportclub Cerro Pelado Havanna, wo er von Carlos Ulacia trainiert wurde. Er rang nur im griechisch-römischen Stil und wuchs im Laufe seiner Karriere in das Halbschwergewicht hinein.
Erstmals auf sich aufmerksam machte er, als er 1991 kubanischer Vizemeister bei den Junioren wurde. Zwischen 1992 und 1998 wurde er dann insgesamt sechsmal kubanischer Juniorenmeister. 1994 kam er bei der kubanischen Meisterschaft bei den Senioren auf den 3. Platz, 1998 wiederholte er diesen Erfolg und 1999 wurde er kubanischer Vizemeister. Im Jahre 2000 wurde er erstmals kubanischer Meister bei den Senioren. Diesen Titel gewann er auch 2001, 2002 und 2004, 2003 belegte er den 2. Platz.
Seine internationale Laufbahn begann 1993, als er bei der Junioren-Weltmeisterschaft (Cadets) in Lünen/Deutschland in der Gewichtsklasse bis 83 kg den 5. Platz belegte. Bei der Junioren-Weltmeisterschaft 1994 (Juniors) in Budapest kam er in der Gewichtsklasse bis 88 kg auf den 6. Platz. Danach war er erst wieder im Jahre 2000 bei einer internationalen Meisterschaft am Start. Er wurde in diesem Jahr in Cali/Kolumbien panamerikanischer Meister im Halbschwergewicht vor Antoine Braga Abau Jaoude, Brasilien und Garrett Lowney, Vereinigte Staaten. Im Jahre 2001 wiederholte er diesen Titelgewinn in Santo Domingo, Dom. Rep., Er siegte dort vor Garrett Lowney und Edward Diaz, Venezuela. Im gleichen Jahr startete er dann auch erstmals bei einer Weltmeisterschaft. In Patras besiegte er dabei Bela Kalo, Ungarn, Satish Kumar, Indien, Ali Mollow, Bulgarien, Ehsan Karimfat, Iran und Mehmet Özal, Türkei. Er stand damit im Finale dem Russen Alexander Besrutschkin gegenüber, unterlag diesem aber ziemlich deutlich mit 0:7 Punkten. Er wurde damit Vize-Weltmeister.
2002 wurde Ernesto Peña in Maracaibo zum dritten Mal in Folge panamerikanischer Meister im Halbschwergewicht. Dabei ließ er Eddy Enrique Bartolozzi, Venezuela und Ross Thatcher, Vereinigte Staaten, hinter sich. Bei der Weltmeisterschaft 2002 in Moskau siegte er über Dimitri Filipowski, Kirgisistan, Han Tae-young, Südkorea und Roman Meduna, Slowakei. Anschließend unterlag er gegen Mehmet Özal und Ali Mollow, die er bei der Weltmeisterschaft 2001 noch beide besiegt hatte, und kam deshalb nur auf den 4. Platz.
2003 wurde er bei den panamerikanischen Spielen in Santo Domingo Sieger vor Justin Ruiz, Vereinigte Staaten und Guillermo Talavera aus Venezuela. Bei der Weltmeisterschaft in Créteil siegte er in seinem ersten Kampf über Toomas Proovel aus Estland, unterlag aber schon in seinem nächsten Kampf dem Ungarn Lajos Virág, schied aus und kam nur auf den 22. Platz. Im Olympiajahr 2004 musste er sich deshalb erst für die Teilnahme an den Olympischen Spielen in Athen qualifizieren. Dies gelang ihm eindrucksvoll durch einen Turniersieg in Novi Sad, wo er vor Mindaugas Ežerskis, Litauen, Mehmet Özal und Ali Mollow gewann. Bei den Olympischen Spielen in Athen gewann er über Garrett Lowney und Lajos Virág, verlor dann aber knapp mit 3:4 Punkten gegen seinen alten Rivalen Mehmet Özal. Ein Medaillengewinn war damit nach dem damals geltenden unglücklichen Reglement nicht er möglich. Er konnte sich durch einen Sieg über Gennadi Tschaidse, Kirgistan, nur mehr den 4. Platz erkämpfen.

## Internationale Erfolge
| Jahr | Platz | Wettbewerb                                          | Gewichtsklasse | Ergebnisse |
| 1993 | 5.    | Junioren-WM (Cadets) in Lünen/Deutschland           | bis 83 kg      | Sieger: Wladimir Tkachenko, Kasachstan vor Emir Üner, Türkei |
| 1994 | 6.    | Junioren-WM (Juniors) in Budapest                   | bis 88 kg      | Sieger: Hamza Yerlikaya, Türkei vor Alexander Krimets, Ukraine |
| 1998 | 3.    | Granma-Cup                                          | Halbschwer     | |
| 1999 | 2.    | Granma-Cup                                          | Halbschwer     | |
| 2000 | 1.    | Pan Amerik. Meisterschaft in Cali/Kolumbien         | Halbschwer     | vor Antoine Braga Abau Jaoude, Brasilien und Garrett Lowney, USA |
| 2001 | 1.    | Pan Amerik. Meisterschaft in Santo Domingo/Dom.Rep. | Halbschwer     | vor Garrett Lowney und Edward Diaz, Venezuela |
| 2001 | 2.    | WM in Patras                                        | Halbschwer     | nach Siegen über Bela Kalo, Ungarn, Satish Kumar, Indien, Ali Mollow, Bulgarien, Ehsan Karimfat, Iran und Mehmet Özal, Türkei und einer Niederlage gegen Alexander Besrutschkin, Russland |
| 2002 | 1.    | Pan Amerik. Meisterschaft in Maracaibo              | Halbschwer     | vor Eddy Enrique Bartolozzi, Venezuela und Ross Thatcher, USA |
| 2002 | 7.    | Großer Preis von Deutschland in Dortmund            | Halbschwer     | Sieger: Mohamad Abd El Fatah, Ägypten vor Hamza Yerlikaya |
| 2002 | 4.    | WM in Moskau                                        | Halbschwer     | nach Siegen über Dimitri Filipowski, Kirgisistan, Han Tae-young, Südkorea und Roman Meduna, Slowakei und Niederlagen gegen Mehmet Özal und Ali Mollow                                     |
| 2003 | 1.    | Pan Amerik. Spiele in Santo Domingo/Dom. Rep.       | Halbschwer     | vor Justin Ruiz, USA und Guillermo Talavera, Venezuela |
| 2003 | 22.   | WM in Créteil                                       | Halbschwer     | nach einem Sieg über Toomas Proovel, Estland und einer Niederlage gegen Lajos Virág, Ungarn                                                                                               |
| 2004 | 1.    | Olympia-Qualif.-Turnier in Novi Sad                 | Halbschwer     | vor Mindaugas Ežerskis, Litauen, Mehmet Özal und Ali Mollow |
| 2004 | 7.    | Großer Preis von Deutschland in Dortmund            | Halbschwer     | Sieger: Martin Lidberg, Schweden vor Petru Sudureac, Rumänien |
| 2004 | 4.    | OS in Athen                                         | Halbschwer     | nach Siegen über Garrett Lowney und Lajos Virág, einer Niederlage gegen Mehmet Özal und einem Sieg über Gennadi Tschaidse, Kirgisistan                                                    |

## Erläuterungen
- alle Wettbewerbe im griechisch-römischen Stil
- OS = Olympische Spiele, WM = Weltmeisterschaft
- Halbschwergewicht, Gewichtsklasse bis 2001 bis 97 kg, seit 2002 bis 96 kg Körpergewicht